# Louis Niedermeyer
Louis Abraham de Niedermeyer (Nyon,  1802. április 27. – Párizs, 1861. március 14.) svájci zeneszerző és zenetanár.

## Élete
Svájcban született. Zongorát és zeneszerzést először Bécsben, majd Rómában Vincenzo Fioravanti és Nápolyban Nicola Antonio Zingarelli keze alatt tanult. Fiatalkorában sikerült néhány művét a Théâtre des Italiens-ben és más párizsi színházakban barátja, Gioachino Rossini segítségével bemutatnia, köztük a legfontosabb a Stradella (1837) és a Marie Stuart (1844).
A színház elhagyása után a szakrális zene (motetták és misék) komponálásának szentelte magát, zeneiskolát irányított, amelyet később róla neveztek el.
Tanítványa Claude Antoine Terrasse volt
Ragyogó zongoradarabokat komponált Alphonse de Lamartine és Victor Hugo szövegeihez is.

## Operakompozíciói
- A Reo a szerelemért – Nápoly (1820)
- Az erdei ház – komikus opera 1 felvonásban – Benoît-Joseph Marsollier des Vivetières libretója – Premierje 1828. május 28-án, Salle Favart a párizsi Théâtre des Italiens-ben;
- Stradella – nagy opera 5 felvonásban – Emile Deschamps és Emiliano Pacini (Pierre és Jacques Bonnet-Bourdelot) libretója – Premierje 1837. március 3-án a párizsi Académie Royale de Musique-ban (szereplőkben: Adolphe Nourrit (Alessandro Stradella), Marie-Cornélie Falcon (Leonora), Prosper Dérivis (Bassi) és Nicolas-Prosper Levasseur (Malvolio));
- Marie Stuart – Nagyopera öt felvonásban – Théodor Anne Libretto – Első előadás 1844. december 6-án a párizsi Théâtre de l'Académie Royale de Musique-ban szereplőkben: a híres Rosina Stoltz (Marie Stuart, szoprán), Italo Gardoni (Bothwell (tenor)), valamint Paul Barroilhet és Levasseur (Giorgio Talbot)
- La fronde – Opera öt felvonásban – Auguste Maquet és Paul Lacroix librettó – Első előadás 1853. május 2-án a párizsi Théâtre de l'Académie Impériale de Musique (Opéra) színházban.

Továbbá:
- Robert Bruce - Zenei rendetlenség 3 felvonásban, mű Gioachino Rossini - Első előadás 1846. december 30-án a párizsi Théâtre de l'Académie Royale de Musique-ban Rosina Stoltz és Paul Barroilhet társaságában.

## Bibliográfia
- AA. VV. - Enciclopedia di musica - Garzanti

## Fordítás
- Ez a szócikk részben vagy egészben  a   Louis Niedermeyer című olasz Wikipédia-szócikk ezen változatának fordításán alapul.  Az eredeti cikk szerkesztőit annak laptörténete sorolja fel. Ez a jelzés csupán a megfogalmazás eredetét és a szerzői jogokat jelzi, nem szolgál a cikkben szereplő információk forrásmegjelöléseként.

## Egyéb projektek
Wikimedia Commons contiene immagini o altri file su Louis Niedermeyer